# 2-я Московская стрелковая дивизия
2-я Московская стрелковая дивизия — воинское соединение (стрелковая дивизия) РККА Вооружённых Сил СССР в Великой Отечественной войне.

## История дивизии
Дивизия создается в октябре 1941 г. после Вяземской операции, когда над Москвой нависла угроза захвата вермахтом. В результате реорганизации рабочих и истребительных батальонов было создано четыре Московских стрелковых дивизии. 2-я Московская стрелковая дивизия формировалась 18 октября за счёт значительной доли личного состава 242-й стрелковой дивизии, за счёт пополнений, полученных от райвоенкоматов г. Москвы и Московской области, и за счёт личного состава 1-го корпуса ПВО. В состав дивизии вместе с расформированной 1-й Московской стрелковой дивизией целиком влился 472-й гаубичный артиллерийский полк.
Изначально дивизия формировалась как дивизия народного ополчения. На основании директив командования Московского военного округа № 109065 от 21 октября 1941 года и № 0047 от 4 ноября 1941 года была переименована во 2-ю стрелковую Московскую дивизию.
В составе действующей армии с 24.10.1941 по 19.01.1942.
23-го октября дивизия заняла оборону на юго-западной и южной окраинах города, на рубеже Поклонная гора — Потылиха — Воробьево. Один из полков поддерживал отряды истребительных батальонов, которые обороняли полосу Щукино — Кунцево — Раменки — Нижние Котлы — Петрушино. Отдельный мотоциклетный батальон располагался на Потылихе. 24-го октября, передовые отряды дивизии вступили в боевые действия в районе Киово, Лобни. Истребительно противотанковый дивизион по приказу командования занял оборону по линии: Сетунь — Фили — Аминьево — Троице-Голенищево до Хорошёвского шоссе.
7 ноября 1941 года принимала участие в параде войск на Красной площади. Непосредственно с парада части направились на свои оборонительные рубежи
и огневые позиции:
- штаб дивизии и 4 сп — Бахметьевская ул., дом 15 (завод МИИТ);
- 1 сп — выдвинут на оборону в район Раздоры, Одинцово, Городняха, Петрушино;
- 2 сп — занял оборону на Ленинских горах;
- 3 сп и лап — Новосущёвская, 26;
- гап — на опорном пункте в районе Кутузовская слобода;
- остальные подразделения — в здании Наркомлеса (Площадь Борьбы)[4].

В середине ноября все подразделения 2-й Московской стрелковой дивизии, взаимодействуя с войсками Западного фронта, вели боевые действия северо-западнее Химок на рубеже Клин — Озерецкое — Красная Поляна — Горки. Дивизия оказала упорное сопротивление противнику в районе Красной Поляны, прикрывавшая Хлебниковскую переправу с севера и северо-запада. Выдвинутый в район Красной Поляны один из полков этой дивизии, поддерживаемый авиацией и артиллерией, в течение суток вел ожесточенный бой с наступающей танковой дивизией противника. И, несмотря на значительные потери, удержал занимаемые позиции до подхода новых частей.
Свыше 900 воинов дивизии были награждены памятной медалью «За оборону Москвы».
После разгрома немецких войск под Москвой, 19-го января 1942 года 2-я Московская стрелковая дивизия была переименована в 129-ю стрелковую дивизию и передана в состав 1-й ударной армии.

## Подчинение
| Дата                | Фронт (округ)           | Армия | Корпус (группа) | Примечания |
| ------------------- | ----------------------- | ----- | --------------- | ---------- |
| 1 ноября 1941 года  | Московская зона обороны |       |                 |            |
| 1 декабря 1941 года | Московская зона обороны |       |                 |            |
| 1 января 1942 года  | Московская зона обороны |       |                 |            |

## Состав
- 1, 2, 3 и 4 стрелковый полк,
- лёгкий артиллерийский полк,
- гаубичный артиллерийский полк,
- отдельный истребительно-противотанковый дивизион,
- миномётный дивизион,
- разведывательная рота,
- отдельный батальон связи,
- саперный батальон,
- автотранспортная рота,
- отдельная рота химзащиты,
- дивизионный ветеринарный лазарет[5].

## Командиры
- Смирнов, Василий Андреевич, генерал-майор — (04.11.1941 — 19.01.1942)[6]

## Память
- В посёлке Красная Поляна городского округа Лобня две улицы носят имена воинов дивизии: политрука Женевского[7] и лейтенанта Бойко[8][9].
- Памятная доска 2-й московской стрелковой дивизии. Долгопрудный, Площадь Собина, ДК «Вперед»[10].